# 长春工业大学
长春工业大学，(英语：Changchun University of Technology，缩写：CCUT),简称长春工大或长工大，是坐落在中国吉林省长春市的一所教学研究型大学。始建于1952年，初期是中华人民共和国为筹建第一汽车制造厂而创办的长春汽车工业学校。1962年定名吉林工学院。1992年被吉林省人民政府确定为首批三所吉林省属重点高校之一。2002年更名为长春工业大学。入选国家“中西部高校基础能力建设工程支持高校、国家级大学生创新创业训练计划项目实施高校、国家大学生文化素质教育基地、国家技术转移示范机构、教育部“卓越工程师教育培养计划”高校、教育部产学合作协同育人项目、教育部首批新工科研究与实践项目实施高校、CDIO工程教育联盟成员单位，吉林省特色高水平大学建设项目高校，吉林省“两所五校”成果转化基金试点单位学校将长期发展目标定位为“努力建设成为国内一流的地方工业大学”。

## 历史
- 1952年4月，长春汽车技术训练班创建。
- 1952年10月，长春汽车技术学校。
- 1953年5月，长春汽车工业学校。
- 1953年12月，中央第一机械工业部长春汽车制造学校。
- 1956年8月，第一机械工业部长春第一工人技术学校。
- 1958年8月，长春工业专科学校。
- 1961年8月，与长春理工学院、长春无线电工业学校合并为吉林理工学院。
- 1962年8月，与吉林矿冶学院、吉林建工学院大专部合并为吉林工学院。
- 1963年7月，延边大学无线电物理专业并入吉林工学院。
- 1963年8月，吉林轻工业学院并入吉林工学院。
- 1970年6月，与吉林工业大学合并。
- 1978年10月，吉林工学院复院。
- 2000年9月，长春煤炭工业学校、长春煤炭管理干部学院、吉林省工业设计学校并入吉林工学院。
- 2002年3月，更名为长春工业大学。[2]

## 院系设置
长春工业大学学科设立格局以工为主，工、管、文、理、经、法、教育、艺术等多学科相互支撑、协调发展。学校设有15个学院，59个本科专业。现有1个博士后流动站，5个一级学科博士学位授权点，20个一级学科硕士学位授权点，14个硕士专业学位类别；吉林省特色高水平学科14个，其中，吉林省一流学科3个，吉林省优势特色学科11个；国家级一流本科专业建设点14个，省级一流本科专业建设点27个，国家级“卓越计划”试点专业3个；化学学科、材料科学学科、工程学学科进入ESI全球排名前1%；2022年，材料科学与工程、机械工程2个学科成功入选吉林省高校“世界一流学科培育计划”立项建设学科。具有推荐优秀应届本科毕业生免试攻读硕士学位研究生资格。

## 校区分布
长春工业大学现有南湖校区、北湖校区（西区和东区）两个校区。

- 南湖校区：地址： 中国吉林省长春市朝阳区延安大街2055号，乘车推荐：长春站乘长春公交G222路到延安大街站下车。

学院分布：机电工程学院、电气与电子工程学院、化学工程学院、化学与生命科学学院、数学与统计学院、马克思主义学院、国际教育学院
- 北湖校区西区：地址： 中国吉林省长春市宽城区奋进乡北远达大街3000号，乘车推荐：长春站乘长春轨道交通1号线至北环城路站，换乘长春轨道交通8号线至大学城路站下车。

学院分布：材料科学与工程学院、计算机科学与工程学院、化学工程学院、化学与生命科学学院、应用技术学院、国际教育学院
- 北湖校区东区：地址： 中国吉林省长春市宽城区奋进乡北远达大街5000号，乘车推荐：长春站乘长春轨道交通1号线至北环城路站，换乘长春轨道交通8号线至地理所站下车。

学院分布：数学与统计学院、经济管理学院、公共管理学院、外国语学院、艺术设计学院、新闻与传播学院 
2017年3月9日，学校与长春新区签订校区整体迁建协议，南湖校区行政办公楼、主要学院、重点实验室及部分师生、林园校区学院、实验室及全体师生搬迁至北湖校区。

## 历任校长
- 郭力：1952.4—1952.10
- 宋敏之：1952.10-1954.8
- 李仲祥：1954.8-1955.8
- 牟政：1955.8—1958.8
- 牟政、吕明、蒋建荣（主持工作）：1958.12—1961.8
- 牟政（主持工作）：1961.8—1962.8
- 徐志谦、樊万清（主持工作）：1978.10—1981.2
- 王雒文：1981.2—1983.12
- 刘云旭：1983.12—1992.10
- 程士瑛：1992.10—1995.12
- 杜立政（兼）：1995.12—2000.8
- 张德江：2000.8—2014.4
- 张会轩：2014.4-2021.9
- 张明耀：2021.9-

## 杰出校友
- 刘忠范，中国工程院院士，北京大学博士生导师，发展中国家科学院院士。现任十三届全国政协常委，九三学社中央副主席、北京市委主委，北京市政协副主席，北京大学纳米科学与技术研究中心主任，北京石墨烯研究院院长，苏州大学能源学院名誉院长，苏州大学能源与材料创新研究院院长。1983年7月，毕业于吉林工学院（今长春工业大学）化学工程系。
- 夏大慰,中国工业经济研究与开发促进会副会长,1982年毕业于长春工业大学获工学学士学位。
- 曹振东,吉林省第十三届人民代表大会监察和司法委员会主任委员。
- 赵永吉，历任吉林省动力机械厂工人，技术员，车间党支部副书记，生产技术科科长，车间党支部书记，副厂长。榆树县委副书记，吉林省纪委常委，副书记，辽源市委书记、人大常委会主任，吉林省政府秘书长，吉林省公安厅厅长、公安部副部长、党委委员 。
- 李景浩,中共第十九届中央候补委员、吉林省政协原副主席。1983年毕业于吉林工学院（长春工业大学）管理工程系工业管理工程专业。
- 安铁成,现任中国汽车技术研究中心有限公司董事长、党委书记、总经理。1984年7月毕业于长春工业大学，工学学士。
- 王瑞生，现任十八届中央纪委委员，中华全国总工会党组成员。 1982年毕业于吉林工学院（长春工业大学）电子工程系电子计算机及其应用专业。
- 蔡莉，吉林大学党委原常务副书记，1979年至1983年就读于长春工业大学。
- 林哲，现任吉林省委办公厅副主任。